# Oshun

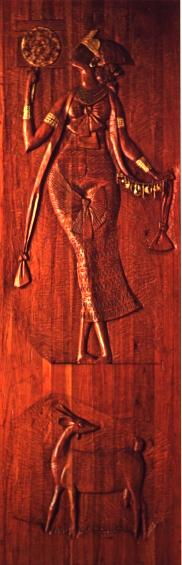

Oshun, Oxum (dans le Candomblé brésilien), Ochun (dans la santeria) est une orisha qui règne sur les eaux douces, considérée comme la dame de la beauté, de la fertilité, de l'argent et de la sensibilité. Intimement associée à la richesse spirituelle, matérielle et à l'émancipation des femmes, elle est représentée par une élégante femme africaine, parée de la tête aux pieds de bijoux en or. Elle est assise au bord d'une rivière, avec un miroir rond et doré, alors qu'elle allaite avec un bébé sur les genoux. Elle est vénérée dans le Candomblé, l'Umbanda et dans plusieurs religions afro-américaines.

## Assimilations
Au Brésil, elle est assimilée dans la religion catholique à Nossa Senhora das Candeias à Bahia, et à Nossa Senhora dos Prazeres à Recife.
À Cuba en revanche, elle est assimilée à la Vierge de la Caridad del Cobre, la sainte patronne de Cuba, dont le sanctuaire est construit à El Cobre, hameau où a vu le jour la première mine de cuivre sur l'île, métal de couleur jaune qui est consacré à l'orisha.

## Musique et chansons
Cette divinité est citée à la fin de la chanson River (2014) du duo Ibeyi, la chanson étant une prière pour que l'eau de la rivière, donc celle d'Oshun, lave les péchés : "Wemile Oshun/Oshun dede/Alawede Wemile Oshun/Moolowo beleru yalode moyewede"
Deux rappeuses new-yorkaises ont investi la figure de Oshun dans un collectif de rap du même nom . Oshun (groupe) est composé de deux femmes Niambi Sala et Thandiwe, elles sont tous les deux originaires de Washington .Elles qualifient leur propre style, le « Iya-sol » qui est « un métissage entre leur univers spirituel, le néo-soul et le hip-hop qui dessine des liens entre Floetry, Lauryn Hill et Chief Keef.»